# تیم‌های پایه و تیم ب فوتبال باشگاه پرسپولیس
پرسپولیس ب تیم دوم باشگاه فوتبال پرسپولیس و زیرمجموعه باشگاه فرهنگی ورزشی پرسپولیس است که در شهریور ۱۳۸۸ دوباره راه‌اندازی شد. این تیم‌ها هم‌اکنون در لیگ ویژن استان تهران یا دسته ۱ بازی می‌کند. پرسپولیس در رده‌های سنی امید، جوانان، نوجوانان و نونهالان تیم دارد.

## تاریخچه
پیش از انقلاب
پرسپولیس پیش از انقلاب «تیم آماتورها» داشت. در جام باشگاه‌های تهران ۱۳۵۱، پرسپولیس رسماً با تیم آماتورهایش در جام شرکت کرد و در میان ۱۶ تیم نهم شد.
مهدی عسگرخانی، دروازه‌بان آماتورهای پرسپولیس برجسته‌ترین بازیکن آن تیم بود که بعداً به تیم اصلی رسید، به ابومسلم فروخته‌شد و به تیم ملی ایران نیز دعوت شد.

## سرخپوشان (۱۳۸۷–۱۳۸۵)
سرخپوشان به مدت دو فصل تیم دوم پرسپولیس بود.

## راه‌اندازی پرسپولیس ب (۱۳۸۸-اکنون)
پس از انحلال سرخپوشان دلوار افزار پرسپولیس تیم دوم نداشت. پرسپولیس ب در شهریور ۱۳۸۸ ایجاد شد. مدیریت آکادمی در مقطعی در اختیار حمید استیلی و بعدها مصطفی قنبرپور بود. مدیریت آکادمی در اواخر بر عهده محمد پنجعلی بود که در تاریخ پنجم تیر سال ۱۴۰۰ به جای ایشان محسن خلیلی مدیریت آکادمی باشگاه را برعهده گرفتند.

## کادر تیم‌های پایه
| امید   | امید          | جوانان      | نوجوانان    | نونهالان                    |
| ------ | ------------- | ----------- | ----------- | --------------------------- |
| سرمربی | اسماعیل حلالی | ادموند بزیک | رضا جباری   | اشپیتیم آرفی / حسن خان‌محمدی |
| مربی   | محمد سرلک     | نوریس باقری | مسعود زارعی | نبی باقری‌ها                 |
| سرپرست | رضا ریاضتی    | محمد برزگر  | امیر محبی   | احسان خرسندی                |

- اشپیتیم آرفی از تاریخ ۱۴۰۰/۰۴/۰۸ تا ۱۴۰۰/۰۹/۰۸ سرمربی تیم نونهالان بود.[۱۹][۲۰]

| امید   | امید         | جوانان       | نوجوانان    | نونهالان       |
| ------ | ------------ | ------------ | ----------- | -------------- |
| سرمربی | محمود انصاری | مهدی عطالو   | فرزاد آشوبی | حسن خان‌محمدی   |
| مربی   | بهادر عبدی   | احسان خرسندی | مسعود زارعی | میلاد میرترابی |
| سرپرست | رضا ریاضتی   | محمد برزگر   | امیر محبی   | محسن الیاسی    |

| امید   | امید         | جوانان      | نوجوانان     | نونهالان    |
| ------ | ------------ | ----------- | ------------ | ----------- |
| سرمربی | محمود انصاری | فرزاد آشوبی | حسن خان‌محمدی | مسعود زارعی |

## عملکرد تیم‌ها
| رده      | بازی | برد | مساوی | باخت | زده | خورده | تفاضل | امتیاز |  |
| -------- | ---- | --- | ----- | ---- | --- | ----- | ----- | ------ |  |
| امید     | ۳۰   | ۱۵  | ۸     | ۷    | ۵۵  | ۴۶    | ۹     | ۵۳     |  |
| جوانان   | ۳۰   | ۱۷  | ۴     | ۹    | ۴۱  | ۲۷    | ۱۴    | ۵۵     |  |
| نوجوانان | ۳۰   | ۱۵  | ۶     | ۹    | ۶۳  | ۳۵    | ۲۸    | ۵۱     |  |
| نونهالان | ۳۰   | ۲۰  | ۳     | ۷    | ۹۴  | ۴۶    | ۴۸    | ۶۳     |  |

رتبه تیم امید:پنجم | رتبه تیم جوانان:پنجم | رتبه تیم نوجوانان:ششم | رتبه تیم نونهالان:چهارم
| رده      | بازی | برد | مساوی | باخت | زده | خورده | تفاضل | امتیاز |  |
| -------- | ---- | --- | ----- | ---- | --- | ----- | ----- | ------ |  |
| امید     | ۳۰   | ۱۲  | ۴     | ۱۴   | ۶۱  | ۴۷    | ۱۴    | ۴۰     |  |
| جوانان   | ۳۰   | ۱۶  | ۸     | ۶    | ۵۶  | ۳۵    | ۲۱    | ۵۶     |  |
| نوجوانان | ۲۹   | ۱۳  | ۲     | ۱۴   | ۴۷  | ۶۴    | -۱۷   | ۴۱     |  |
| نونهالان | ۳۰   | ۲   | ۶     | ۲۲   | ۲۰  | ۷۴    | -۵۴   | ۱۲     |  |

رتبه تیم امید:نهم | رتبه تیم جوانان:سوم | رتبه تیم نوجوانان:نهم | رتبه تیم نونهالان:شانزدهم
| رده      | بازی | برد | مساوی | باخت | زده | خورده | تفاضل | امتیاز |  |
| -------- | ---- | --- | ----- | ---- | --- | ----- | ----- | ------ |  |
| امید     | ۳۰   | ۱۳  | ۹     | ۸    | ۳۹  | ۳۴    | ۵     | ۴۸     |  |
| جوانان   | ۳۰   | ۱۶  | ۱۰    | ۴    | ۵۵  | ۲۹    | ۲۶    | ۵۸     |  |
| نوجوانان | ۳۰   | ۲۱  | ۳     | ۶    | ۹۹  | ۴۶    | ۵۳    | ۶۶     |  |
| نونهالان | ۱۵   | ۸   | ۴     | ۳    | ۲۹  | ۱۳    | ۱۶    | ۲۸     |  |

رتبه تیم امید:چهارم | رتبه تیم جوانان:چهارم | رتبه تیم نوجوانان:سوم | رتبه تیم نونهالان:سوم
- در این سال تیم نونهالان در لیگ دسته یک نونهالان بازی می‌کرد (نه در لیگ برتر نونهالان)

| رده      | بازی | برد | مساوی | باخت | زده | خورده | تفاضل | امتیاز |  |
| -------- | ---- | --- | ----- | ---- | --- | ----- | ----- | ------ |  |
| امید     | ۳۰   | ۱۱  | ۱۰    | ۹    | ۴۳  | ۴۲    | ۱     | ۴۳     |  |
| جوانان   | ۳۰   | ۱۳  | ۱۱    | ۶    | ۴۷  | ۲۹    | ۱۸    | ۵۰     |  |
| نوجوانان | ۳۰   | ۲۰  | ۵     | ۵    | ۷۳  | ۲۴    | ۴۹    | ۶۵     |  |
| نونهالان | ۲۸   | ۸   | ۸     | ۱۲   | ۴۴  | ۶۲    | -۱۸   | ۳۲     |  |

رتبه تیم امید:هفتم | رتبه تیم جوانان:ششم | رتبه تیم نوجوانان:سوم | رتبه تیم نونهالان:هشتم
| رده      | بازی | برد | مساوی | باخت | زده | خورده | تفاضل | امتیاز |  |
| -------- | ---- | --- | ----- | ---- | --- | ----- | ----- | ------ |  |
| امید     | ۲۸   | ۱۴  | ۶     | ۸    | ۴۹  | ۳۷    | ۱۲    | ۴۸     |  |
| جوانان   | ۳۰   | ۱۵  | ۹     | ۶    | ۴۵  | ۲۹    | ۱۶    | ۵۴     |  |
| نوجوانان | ۲۹   | ۶   | ۶     | ۱۷   | ۲۳  | ۶۲    | -۳۹   | ۲۴     |  |
| نونهالان | ۳۰   | ۸   | ۸     | ۱۲   | ۲۷  | ۳۶    | -۹    | ۳۲     |  |

رتبه تیم امید:پنجم | رتبه تیم جوانان:پنجم | رتبه تیم نوجوانان:چهاردهم | رتبه تیم نونهالان:نهم
| رده       | بازی | برد | مساوی | باخت | زده | خورده | تفاضل | امتیاز |  |
| --------- | ---- | --- | ----- | ---- | --- | ----- | ----- | ------ |  |
| امید      | ۲۸   | ۱۷  | ۴     | ۷    | ۴۷  | ۲۷    | ۲۰    | ۵۵     |  |
| جوانان    | ۲۴   | ۱۵  | ۵     | ۴    | ۴۳  | ۲۵    | ۱۸    | ۵۰     |  |
| نوجوانان* | ۱۵   | ۱۲  | ۳     | ۰    | ۳۹  | ۹     | ۳۰    | ۳۹     |  |
| نونهالان  | ۲۶   | ۱۱  | ۵     | ۱۰   | ۳۴  | ۴۴    | -۱۰   | ۳۸     |  |

رتبه تیم امید:چهارم | رتبه تیم جوانان:سوم | رتبه تیم نوجوانان:یکم | رتبه تیم نونهالان:هفتم
- در این سال تیم نوجوانان در لیگ دسته یک نوجوانان بازی می‌کرد (نه در لیگ برتر نوجوانان)

| رده      | بازی | برد | مساوی | باخت | زده | خورده | تفاضل | امتیاز |  |
| -------- | ---- | --- | ----- | ---- | --- | ----- | ----- | ------ |  |
| امید     | ۱۷   | ۹   | ۴     | ۴    | ۲۸  | ۱۲    | ۱۶    | ۳۱     |  |
| جوانان   | ۱۶   | ۷   | ۰     | ۹    | ۲۹  | ۲۴    | ۵     | ۲۱     |  |
| نوجوانان | ۱۵   | ۶   | ۴     | ۵    | ۲۱  | ۱۹    | ۲     | ۲۲     |  |
| نونهالان | ۱۷   | ۷   | ۳     | ۷    | ۳۰  | ۳۲    | -۲    | ۲۱     |  |

رتبه تیم امید:ششم | رتبه تیم جوانان:هشتم | رتبه تیم نوجوانان:هفتم | رتبه تیم نونهالان:دهم
| رده      | بازی | برد | مساوی | باخت | زده | خورده | تفاضل | امتیاز |  |
| -------- | ---- | --- | ----- | ---- | --- | ----- | ----- | ------ |  |
| امید     | ۳۰   | ۱۵  | ۱۳    | ۲    | ۴۹  | ۲۸    | ۲۱    | ۵۸     |  |
| جوانان   | ۳۰   | ۱۰  | ۷     | ۱۳   | ۳۶  | ۴۴    | -۸    | ۳۷     |  |
| نوجوانان | ۳۰   | ۹   | ۱۰    | ۱۱   | ۳۲  | ۴۲    | -۱۰   | ۳۷     |  |
| نونهالان | ۳۰   | ۱۰  | ۱۰    | ۱۰   | ۳۱  | ۳۳    | -۲    | ۴۰     |  |

رتبه تیم امید:سوم | رتبه تیم جوانان:هشتم | رتبه تیم نوجوانان:دهم | رتبه تیم نونهالان:هشتم
منبع:

## بازیکنان موفق تیم‌های پایه
- حسین عبدی *  حامد کاویانپور *  سعید عزیزیان
- هادی مهدوی کیا *  علیرضا حقیقی *  مهرداد بایرامی
- روح‌الله سیف‌اللهی *  امیرحسین فشنگچی *  هادی عقیلی
- هادی نوروزی *  مهرداد اولادی *  فریبرز مرادی
- ابراهیم اسدی *  ابراهیم صادقی *  محمدحسین کنعانی‌زادگان
- خسرو حیدری *  روزبه چشمی
- امیر عابدزاده *  شهاب زاهدی *  حمیدرضا طاهرخانی
- احسان حسینی *  سعید حسین‌پور *  مهدی عبدی
- محمد عمری *  مهرداد محمدی *  سینا اسدبیگی *  سجاد اقایی *  محمد امین اسدی *  آریا برزگر *  محمدرضا خالدآبادی *  فرشاد احمدزاده *  امیررضا رفیعی *  میلاد محمدی